# David Maxwell Fyfe
David Patrick Maxwell Fyfe, 1r comte de Kilmuir (29 de maig de 1900 - 27 de gener de 1967), conegut com a Sir David Maxwell Fyfe de 1942 a 1954 i com a vescomte Kilmuir de 1954 a 1962, va ser un polític, advocat i jutge conservador britànic que va combinar una carrera jurídica treballadora i precoç amb ambicions polítiques, que el va portar a les oficines de procurador general, fiscal general, secretari d'interior i Lord Canceller de Gran Bretanya.
Un dels fiscals dels judicis de Nuremberg, va ser fonamental per redactar la Convenció Europea de Drets Humans. Va ser un controvertit Home Secretary quan va perseguir a les persones homosexuals i va negar la seva clemència per commutar la sentència de mort altament controvertida de Derek Bentley. Les seves ambicions polítiques van ser aturades en última instància per la remodelació de juliol de 1962 del gabinet de Harold Macmillan.